# Martín García Ortega
Martín García  Ortega (Murcia, 26 de septiembre de 1984) es un exfutbolista español. Actualmente trabaja como director general del CD Leganés.

## Biografía
Martín César García Ortega (Martín Ortega) es un exfutbolista español. Nació en Murcia el 26 de septiembre de 1984.
Debutó en Segunda A en el Ciudad de Murcia de la mano de José Luis Oltra. Con este equipo disputó 31 partidos. Aunque la procedencia de este jugador era de las bases del conjunto rojinegro.
Tras la compra del Ciudad de Murcia, acabó recalando en el nuevo Ciudad de Murcia y que actualmente se ha convertido en el CF Atlético Ciudad.
En julio de 2009 firma con el Granada Club de Fútbol, de la mano de Enrique Pina, equipo con el que consigue el ascenso a la Liga Adelante. Para la siguiente temporada no contó en los planes del conjunto granadino y fichó por el Club Deportivo Leganés. Allí jugó la temporada 2010-11 disputando 34 partidos. Al término de la temporada se retiró.
Tras licenciarse en derecho y obtener un máster oficial en derecho deportivo fue contratado por el Club Deportivo Leganés en mayo de 2017 para ocupar el cargo de director general.
El 13 de marzo de 2020 dio positivo por COVID-19, recuperándose 38 días después, el 21 de abril.

## Características
Jugador muy polivalente, puede actuar en todas las posiciones ofensivas: de mediapunta, delantero, extremo en ambas bandas dando precisos centros a los delanteros, y de centrocampista ofensivo; además en el CD Leganés también ha actuado como lateral derecho e izquierdo debido a su manejo con ambas piernas. En la temporada 2008-09 lució el dorsal número 7 y fue el máximo goleador del equipo rojinegro.

## Clubes
| Club                  | País   | Año       |
| --------------------- | ------ | --------- |
| CF Ciudad de Murcia B | España | ¿-2007    |
| CF Ciudad de Murcia   | España | 2005-2007 |
| CF Atlético Ciudad    | España | 2007-2009 |
| Granada CF            | España | 2009-2010 |
| CD Leganés            | España | 2010-2011 |